# Phrixgnathus titania
Phrixgnathus titania är en snäckart som beskrevs av Hutton 1883. Phrixgnathus titania ingår i släktet Phrixgnathus och familjen punktsnäckor. Inga underarter finns listade i Catalogue of Life.